# Frederick Manson Bailey
Frederick Manson Bailey (Londres, 8 de março de 1827 – Brisbane, 25 de junho de 1915) foi um botânico australiano de origem inglesa. Teve grandes contribuições na caracterização da flora de Queensland.

## Biografia
Frederick Manson Bailey nasceu na Inglaterra. Seu pai, John Bailey, foi um viveirista e produtor de sementes, que emigrou com sua família para a Austrália em 1838, instalando-se em Adelaide em março de 1839, onde nomeado como botânico colonial foi encarregado de instaurar um jardim botânico. Posteriormente renunciou desta missão, estabelecendo-se como viveirista na mesma cidade. É ajudado nesta empresa pelo seu filho Frederick que, em 1858, partiu para residir em Hutt Valley, na Nova Zelândia. Frederick retornou para Sydney em 1861 e iniciou no mesmo ano um comércio de sementes em Brisbane. Durante alguns anos, coletou amostras em diferentes regiões de Queensland e redigiu artigos em jornais sobre a vida das plantas.
Em 1874, publicou um manual sobre as samambaias de Queensland ( "Handbook to the ferns of Queensland") e, no ano seguinte, foi nomeado botânico do conselho com a função de supervisionar as doenças que afetam as plantas colhidas e as plantas vivas. Como conseqüência, Bailey produziu em 1879 uma monografia ilustrada sobre as ervas de Queensland com o título "Ilustrated monograph of the grasses of Queensland". Em seguida, foi-lhe confiado a responsabilidade da continuação da secção de botânica do Museu de Queensland. Em 1881, assumiu como "Botânico Colonial de Queensland", função que conservou até a sua morte. Publicou, em 1881, o mundo das samambaias da Austrália sob o título "The fern world of Australia". Em 1883, publicou "A synopsis of the Queensland Flora", um trabalho de aproximadamente 900 páginas ao qual acrescentou volumes suplementares nos anos seguintes. Este trabalho foi substituído pela publicação da Flora de Queensland ( "Queensland Flora") em seis volumes, publicados entre 1899 e 1902, com um índice publicado três anos mais tarde.
Em 1897, publicou "A Companion for the Queensland Student of Plant Life and Botany Abridged", com uma reedição revisada em dois panfletos mais tarde. Entre outros trabalhos de Bailey inclui-se ainda o "Catalogue of the Indigenous and Naturalised Plants of Queensland" publicado em 1890. Este trabalho foi reexaminado e ampliado, produzindo um catálogo detalhado repleto de ilustrações com o título "Comprehensive Catalogue of Queensland Plants, Both Indigenous and Naturalised", publicado em 1912.
Participou de importantes expedições: baia de Rockingham, Seaview Range, parte superior do vale do Rio Herbert ( 1873), oeste de Queensland, Roma e Rockhampton em 1876, Cairns e Rio Barron em 1877, maciço de Bellenden Ker em 1889, percurso do Rio Georgina em 1895, Estreito de Torres em 1897 e a Nova Guiné em 1898.
Casou-se com Anna Maria Waite, filha do Rev. T. Waite em 1856. Desta união nasceu J. F. Bailey, que se tornará diretor do jardim botânico de Brisbane e, posteriormente, do jardim botânico de Adelaide.
Bailey foi laureado com a Medalha Clarke da Sociedade Real de Nova Gales do Sul em 1902, e participou como membro da Ordem de Saint-Michel e Saint-Georges em 1911.
Em homenagem ao seu trabalho, os botânicos deram o seu nome a aproximadamente 50 espécies de plantas, sendo mais conhecida a espécie Acacia baileyana.